# Valier (Montana)
Valier es un pueblo ubicado en el condado de Pondera en el estado estadounidense de Montana. En el Censo de 2010 tenía una población de 509 habitantes y una densidad poblacional de 213,85 personas por km².

## Geografía
Valier se encuentra ubicado en las coordenadas 48°18′19″N 112°15′9″O / 48.30528, -112.25250. Según la Oficina del Censo de los Estados Unidos, Valier tiene una superficie total de 2.38 km², de la cual 2.38 km² corresponden a tierra firme y (0%) 0 km² es agua.

## Demografía
Según el censo de 2010, había 509 personas residiendo en Valier. La densidad de población era de 213,85 hab./km². De los 509 habitantes, Valier estaba compuesto por el 87.43% blancos, el 0% eran afroamericanos, el 8.06% eran amerindios, el 0.59% eran asiáticos, el 0% eran isleños del Pacífico, el 0% eran de otras razas y el 3.93% pertenecían a dos o más razas. Del total de la población el 0.98% eran hispanos o latinos de cualquier raza.